# Shelbyville (Missouri)
Pour les articles homonymes, voir Shelbyville.
La ville de Shelbyville est le siège du comté de Shelby, situé dans l'État du Missouri, aux États-Unis.